# Dorsale Mirabito
La dorsale Mirabito è una catena montuosa situata nella regione nord-occidentale della Dipendenza di Ross, nell'entroterra della costa di Pennell, in Antartide. La dorsale Everett, che fa parte dei monti della Concordia, un gruppo montuoso a sua volta facente parte della catena dei monti Transantartici, è orientata in direzione nord-ovest/sud-est, nella quale si estende per circa 64 km, arrivando a una larghezza massima di circa 10 km, ed è costeggiata, a est dal ghiacciaio Greenwell, che la separa dalla dorsale Everett, e dal ghiacciaio Jutland, a ovest dal ghiacciaio Lillie, che la separa dalla dorsale King, e a sud dal ghiacciaio Plata, che la separa dai colli Monteath. La vetta più alta della catena è quella del picco Thomson, che arriva a 2350 m s.l.m. e che è la cima più alta di tutto il gruppo dei monti della Concordia.

## Storia
L'intera formazione è stata mappata per la prima volta dallo United States Geological Survey grazie a fotografie aeree scattate dalla marina militare statunitense (USN) nel periodo 1962-63 e a ricognizioni terrestri effettuate da spedizioni statunitensi e neozelandesi negli anni 1960. Essa è stata poi così battezzata dal Comitato consultivo dei nomi antartici in onore del tenente comandante John A. Mirabito, della USN, facente parte dello staff meteorologico di quattro operazioni Deep Freeze, svolte dal 1955 al 1959.